# تشارلز جورج مكدونالد
تشارلز جورج مكدونالد (بالإنجليزية: Charles George McDonald)‏ هو طبيب أسترالي، ولد في 25 مارس 1892، وتوفي في 23 أبريل 1970.